# Informatyka teoretyczna
Informatyka teoretyczna (ang. theoretical computer science) – dyscyplina w dziedzinie nauk ścisłych i przyrodniczych oraz kierunek studiów uniwersyteckich, wykorzystujący aparat matematyczny do badań nad naturą i teorią obliczeń, automatów i informacji oraz tworzenia algorytmów wyrażanych w językach programowania i strukturach danych. W części praktycznej zajmuje się optymalizowaniem wykorzystania architektury komputerów, do obliczeń numerycznych i analiz statystycznych oraz przetwarzania danych w implementowanych bazach danych, systemach informacyjnych, graficznych, webowych, chmurowych, kryptograficznych, sieciowych, sztucznej inteligencji itp.